# 达恩·瑟德斯特伦
达恩·瑟德斯特伦（瑞典語：Dan Söderström，1948年4月5日—），瑞典男子冰球运动员。他曾代表瑞典参加1980年冬季奥林匹克运动会冰球比赛，获得一枚铜牌。他也曾获得多枚世界锦标赛奖牌。